# Ventura Carvallo
Ventura Carvallo Elizalde (Santiago, 8 de septiembre de 1854-Santiago, 16 de noviembre de 1917) fue un médico, académico y político chileno. Fue decano de la Facultad de Medicina de la Universidad de Chile entre 1895 y 1901, y ministro de Justicia e Instrucción Pública en 1901, durante el gobierno de Federico Errázuriz Echaurren.

## Biografía
Nació en Santiago el 8 de septiembre de 1854, hijo de Ventura Carvallo Gómez y Teresa Elizalde Jiménez. Estudió en el Instituto Nacional y medicina en la Universidad de Chile, donde recibió su título el 29 de enero de 1879.
Entre 1877 y 1882 fue ayudante suplente del curso de clínica quirúrgica, y en 1880 estuvo a cargo de la sala de obstetricia del Hospital San Borja. En el marco de la guerra del Pacífico en 1881 fue como cirujano adjunto a Lima, donde asistió a los heridos de las batallas de Chorrillos y Miraflores. Después de la guerra fue cirujano del Hospital de Sangre de Santiago.
En 1882 llegó a ser profesor titular de la cátedra de clínica quirúrgica, y en 1889 pasó al nuevo Hospital San Vicente de Paul. Fue decano de la Facultad de Medicina de la Universidad de Chile entre 1895 y 1901. Durante su gestión destacaron la implementación de un laboratorio de química, la llegada del primer servicio de rayos X, la edición de un boletín informativo, y la fundación de la carrera de odontología, a cargo de Germán Valenzuela Basterrica.
Asistió al Congreso Médico Internacional de Roma en 1894 y al Congreso Internacional de Cirugía de Bruselas en 1906. Escribió varias publicaciones científicas, y entre 1916 y 1917 colaboró con la Revista Médica de Chile. Fue promotor de la antisepsia en la cirugía abdominal, e introdujo el concepto del tratamiento quirúrgico de urgencia de la apendicitis aguda.
Como miembro del Partido Liberal fue elegido diputado suplente por Lebu entre 1885 y 1888, y por Cañete entre 1888 y 1891. Del 14 de marzo al 1 de mayo de 1901 desempeñó el puesto de ministro de Justicia e Instrucción Pública, durante el gobierno de Federico Errázuriz Echaurren.